# Eleições parlamentares europeias de 2009 (Hungria)
As eleições parlamentares europeia de 2009 na Hungria, realizaram-se a 7 de junho e, serviram para eleger os 22 deputados nacionais ao Parlamento Europeu.

## Resultados Oficiais
| Partido                 | Partido                                            | Votos     | %               | +/-     | Deputados | +/-     |
| ----------------------- | -------------------------------------------------- | --------- | --------------- | ------- | --------- | ------- |
|                         | Fidesz - Partido Popular Democrata-Cristão         | 1 632 309 | 56,36 / 100,00  | 8,96    | 14 / 22   | 2       |
|                         | Partido Socialista                                 | 503 140   | 17,37 / 100,00  | 16,93   | 4 / 22    | 5       |
|                         | Jobbik                                             | 427 773   | 14,77 / 100,00  | Novo    | 3 / 22    | Novo    |
|                         | Fórum Democrático Húngaro                          | 153 660   | 5,31 / 100,00   | 0,02    | 1 / 22    | Estável |
|                         | Políticas Podem Ser Diferentes - Partido Humanista | 75 522    | 2,61 / 100,00   | Novo    | 0 / 22    | Novo    |
|                         | Aliança dos Democratas Liberais                    | 62 527    | 2,16 / 100,00   | 5,61    | 0 / 22    | 2       |
|                         | Outros                                             | 41 248    | 1,42 / 100,00   |         | 0 / 22    |         |
| Votos Inválidos         | Votos Inválidos                                    | 25 600    | 0,88 / 100,00   | Aumento |           |         |
| Total                   | Total                                              | 2 921 779 | 100,00 / 100,00 |         | 22 / 22   | 2       |
| Eleitorado/Participação | Eleitorado/Participação                            | 8 046 086 | 36,31 / 100,00  | 2,19    |           |         |
| Fonte                   | Fonte                                              | [ 1 ]     | [ 1 ]           | [ 1 ]   | [ 1 ]     | [ 1 ]   |